# Liste des centrales électriques au Nigeria
Cette page répertorie  les centrales électriques au Nigeria . 

## Contexte
Il existe deux principaux types de centrales électriques au Nigéria : 
- les centrales hydroélectriques et
- les centrales thermiques ou à combustibles fossiles.

Avec une capacité installée totale de 8 457,6 MW (81% du total) au début de 2014, les centrales thermiques (centrales au gaz) dominent le bouquet d'approvisionnement nigérian. En 2014, la production d'électricité hydroélectrique (% du total) est de 17,59%. 

## Propriétés
Les centrales électriques sont classées, en fonction de leur propriété : 
1. Détenue à 100% par le gouvernement fédéral du Nigéria (FGN).
2. Propriété de la Niger Delta Power Holding Company (NDPHC). Le NDPHC appartient aux trois niveaux de gouvernement du Nigéria (fédéral, étatique et local). Ces centrales sont considérées comme faisant partie du National Integrated Power Project (NIPP) .
3. Propriété exclusive des gouvernements des États et / ou des entreprises / particuliers privés. Une telle centrale électrique est désignée comme producteur indépendant d'électricité (IPP).

## Capacité, production et demande
En décembre 2013, la puissance totale installée ou puissance nominale des centrales électriques était de 6 953 MW. La capacité disponible était de 4 598 MW et la  production moyenne réelle de 3 800 MW . 
En décembre 2014, la puissance totale installée des centrales était de 7 445 MW et la capacité disponible de 4 949 MW La production moyenne réelle était inférieure à 3 900 MW. 
En avril 2015, le groupe de travail présidentiel estimait la demande d'électricité  de 12 800 MW.
En 2016, le Nigeria se classait 58e en termes de capacité installée avec 10,52 GW et 67e en termes de production annuelle avec 29,35 milliards de kWh. Le niveau d' électrification était de 59,3% en 2016 (86% dans les villes et 41,1% dans les zones rurales). Le Nigéria était autosuffisant en matière de production d'électricité en 2016; il n'a ni importé ni exporté d'électricité.

## Liste des centrales par type d'énergie

### Gaz naturel
| Centrale                                                                        | Localité             | Coordonnées                               | Type | Puissance (MW)                                                                                            | Statut                                 | Mise en service | Source du gaz                                    |
| ------------------------------------------------------------------------------- | -------------------- | ----------------------------------------- | --- | --- | -------------------------------------- | --- | ------------------------------------------------ |
| AES Barge (IPP)                                                                 | Egbin                | 6°33′33″N 3°36′54″E / 6.55917°N 3.61500°E | Turbine à gaz simple cycle | 270 MW | Non-opérationnelle                     | 2001 | Escravos–Lagos Pipeline System                   |
| Aba Power Station (IPP)                                                         | Aba Abia State       | 5°09′11″N 7°18′38″E / 5.15306°N 7.31056°E | Turbine à gaz simple cycle | 140 MW |                                        | 2012 |                                                  |
| Afam IV-V Power Station (FGN)                                                   | Afam Rivers State    | 4°51′05″N 7°15′17″E / 4.85139°N 7.25472°E | Turbine à gaz simple cycle | 726 MW (Afam IV -6 x 75 MW (GT 13-18), Afam V -2 x 138 MW (GT 19-20))                                     | Non-opérationnelle                     | 1982 (Afam IV)- 2002 (Afam V)                                                                                                 | Okoloma gas plant                                |
| Afam VI Power Station (IPP)                                                     | Afam Rivers State    | 4°50′58″N 7°15′24″E / 4.84944°N 7.25667°E | Turbine à gaz à cycle combiné | 624 MW | Partiellement opérationnelle           | 2009 (Gas turbines) 2010 (Steam turbines)                                                                                     | Okoloma gas plant                                |
| Alaoji Power Station (NIPP)                                                     | Abia state           | 5°04′00″N 7°19′24″E / 5.06667°N 7.32333°E | Turbine à gaz à cycle combiné | 1074 MW                                                                                                   | Partiellement opérationnelle           | 2012-2015 | Norten Option Gas Pipeline from Obigbo gas plant |
| Calabar Power Station (NIPP)                                                    | Calabar              | 5°11′21″N 8°16′25″E / 5.18917°N 8.27361°E | Turbine à gaz simple cycle | 561 MW | Non-opérationnelle                     | 2014 | UQUO gas plant (planned)                         |
| Egbema Power Station (NIPP)                                                     | Imo State            | 5°33′56″N 6°44′18″E / 5.56556°N 6.73833°E | Turbine à gaz simple cycle | 338 MW | Non-opérationnelle                     | 2012-2013 | Gbarain Ubie gas plant (planned)                 |
| Egbin Thermal Power Station (FGN but Privatized)                                | Egbin                | 6°33′47″N 3°36′55″E / 6.56306°N 3.61528°E | Turbine à vapeur à gaz | 1320 MW (six 220-MW units)Egbin - Thermal Power Station in Egbin, Nigeria                                 | Partiellement opérationnelle (1000 MW) | 1985-1986 | Escravos–Lagos Pipeline System                   |
| Geregu I Power Station- Privatized                                              | Geregu Kogi State    |                                           | Turbine à gaz simple cycle | 414 MW | Partiellement opérationnelle           | 2007 | Oben-Geregu pileline, Oben gas plant             |
| Geregu II Power Station (NIPP)                                                  | Geregu Kogi State    |                                           | Turbine à gaz simple cycle | 434 MW | Partiellement opérationnelle           | 2012 | Oben-Geregu pileline, Oben gas plant             |
| Ibom Power Station (IPP)                                                        | Ikot Abasi           | 4°33′53″N 7°34′06″E / 4.56472°N 7.56833°E | Turbine à gaz simple cycle | 190 MW | Partiellement opérationnelle (90 MW)   | 2009 |                                                  |
| Ihovbor Power Station (NIPP)                                                    | Benin City           | 6°24′20″N 5°41′00″E / 6.40556°N 5.68333°E | Turbine à gaz simple cycle | 450 MW | Partiellement opérationnelle           | 2012-2013 | Escravos–Lagos Pipeline System                   |
| Okpai Power Station (IPP)                                                       | Okpai                |                                           | Turbine à gaz à cycle combiné | 480 MW | Operational                            | 2005 | Obiafu-Obrikom(Ob-Ob) gas plant                  |
| Olorunsogo Power Station                                                        | Olorunsogo           | 6°52′55″N 3°18′52″E / 6.88194°N 3.31444°E | Turbine à gaz simple cycle | 336 MW, (8 x 42 MW                                                                                        | Partiellement opérationnelle           | 2007 | Escravos–Lagos Pipeline System                   |
| Olorunsogo II Power Station (NIPP)                                              | Olorunsogo           | 6°53′08″N 3°18′56″E / 6.88556°N 3.31556°E | Turbine à gaz à cycle combiné | 675 MW NDPHC (4x112.5 MW and 2x112.5 MW steam turbines.) Working below capacity due to gas supply issues. | Partiellement opérationnelle           | 2012 | Escravos–Lagos Pipeline System                   |
| Omoku Power Station (IPP)                                                       | Omoku                |                                           | Turbine à gaz simple cycle | 150 MW (6 x 25 MW gas turbines) Rocksonengineering.                                                       | opérationnelle                         | 2005 | Agip (Obiafu-Obrikom(Ob-Ob) gas plant)           |
| Omoku II Power Station (NIPP)                                                   | Omoku                |                                           | Turbine à gaz simple cycle | 225 MW (2 x 112.5 MW gaz turbines)                                                                        | Non-opérationnelle                     | Incomplète |                                                  |
| Omotosho I Power Station (FGN-Privatized)                                       | Omotosho             | 6°44′09″N 4°42′39″E / 6.73583°N 4.71083°E | Simple cycle gaz turbine | 336 MW ; (8 x 42 MW)                                                                                      | Partiellement opérationnelle           | 2005 | Escravos–Lagos Pipeline System                   |
| Omotosho II Power Station (NIPP)                                                | Omotosho             |                                           | Turbine à gaz simple cycle | 450 MW, (4x112.5 MW)                                                                                      | Partiellement opérationnelle           | 2012 | Escravos–Lagos Pipeline System                   |
| Sapele Power Station-Privatized                                                 | Sapele               | 5°55′31″N 5°38′44″E / 5.92528°N 5.64556°E | Turbine à vapeur à gaz et turbine à gaz simple cycle | 1020 MW (Phase I: 1978-1980 6 x 120 MW Gas-fired steam turbines, phase II: 1981 4 x 75 MW gas turbines)   | Partiellement opérationnelle (135 MW)  | 1978–1981 | Escravos–Lagos Pipeline System                   |
| Sapele Power Station (NIPP)                                                     | Sapele               | 5°55′40″N 5°38′41″E / 5.92778°N 5.64472°E | Turbine à gaz simple cycle | 450 MW (4x112.5 MW                                                                                        | Partiellement opérationnelle           | 2012 | Escravos–Lagos Pipeline System                   |
| Transcorp Ughelli Power Station (privatised) known also as Delta power station. | Ughelli, Delta State | 5°32′28″N 5°54′56″E / 5.54111°N 5.91556°E | Turbine à gaz simple cycle | 900 MW | Partiellement opérationnelle(465 MW)   | 1966-1990 Plant was built in 4 phases. I: 1966 (decommissioned), II: 1975 6 x 25 MW, III: 1978 6 x 25 MW, IV: 1990 6 x 100 MW | Utorogu, Ugheli East gas plant                   |
| Ibom Power Plant                                                                | Ikot Abasi           |                                           | Turbine à gaz à cycle combiné La centrale électrique Ibom se compose de deux turbogénérateurs GE Frame 6B et d'un Frame 9E installés dans une configuration à cycle simple, utilisant la technologie classique de turbine à gaz à cycle ouvert (OCGT). Ces trois turbines à gaz sont : GTG 1 (modèle PG 6551B), GTG 2 (modèle PG 6561B), et GTG3 (modèle PG 9171E) combinées pour donner une capacité installée de 191 MW. | 191MW | opérationnelle depuis 2009             | 2010→ | Uquo CPF by Frontier Oil Limited / 7E JV}        |
| Azura Power Station (IPP)                                                       | Benin City           | 6°24'47.71"N 5°40'42.96"E                 | Turbine à gaz simple cycle | 450 MW | Pleinement opérationnelle              | 2018 |                                                  |

### Charbon
| Centrale électrique         | Communauté       | Coordonnées | Type                                 | Capacité | Statut | Année complétée                   | Description supplémentaire                            |
| --------------------------- | ---------------- | ----------- | ------------------------------------ | -------- | ------ | --------------------------------- | ----------------------------------------------------- |
| Centrale électrique d'Itobe | Itobe Kogi State |             | Technologie à lit fluidisé circulant | 1200 MW  | Prévu  | 2015-2018 (première phase 600 MW) | La première phase se compose de quatre unités 150 MW. |

### Hydro-électrique

#### En service
| Station hydroélectrique        | Communauté             | Coordonnées | Type      | Capacité (MW) | Année complétée | Nom du réservoir | rivière         |
| ------------------------------ | ---------------------- | ----------- | --------- | ------------- | --------------- | ---------------- | --------------- |
| Centrale électrique de Kainji  | Kainji, État du Niger  |             | Réservoir | 800           | 1968            | Lac Kainji       | Fleuve Niger    |
| Centrale électrique de Jebba   | Jebba, État du Niger   |             | Réservoir | 540           | 1985            | Lac Jebba        | Fleuve Niger    |
| Centrale électrique de Shiroro | Shiroro, État du Niger |             | Réservoir | 600           | 1990            | Lac Shiroro      | Rivière Kaduna  |
| Centrale électrique de Zamfara |                        |             | Réservoir | 100           | 2012            | Lac Gotowa       | Rivière Bunsuru |

### En construction ou en projet
| Station hydroélectrique           | Communauté     | Coordonnées                                 | Type      | Capacité (MW) | Année complétée | Nom du réservoir           | rivière         |
| --------------------------------- | -------------- | ------------------------------------------- | --------- | ------------- | --------------- | -------------------------- | --------------- |
| Centrale électrique de Kano       |                |                                             | Réservoir | 100           | 2015            |                            | Rivière Hadejia |
| Centrale électrique de Zamfara    |                |                                             | Réservoir | 100           | 2012            | Lac Gotowa                 | Rivière Bunsuru |
| Centrale électrique de Dadin Kowa |                |                                             | Réservoir | 40            | 2018            |                            | Rivière Bénoué  |
| Centrale électrique de Mambilla   | État de Taraba | 6°41′46″N 11°09′16″E / 6.69611°N 11.15444°E | Réservoir | 3050          | 2024            | Gembu, Sum Sum et lac Nghu | Rivière Donga   |